# Bournezeau
Bournezeau is een plaats in Frankrijk in het departement Vendée in de regio Pays de la Loire. 

## Geografie
De onderstaande kaart toont de ligging van Bournezeau met de belangrijkste infrastructuur en aangrenzende gemeenten.

## Demografie
Onderstaande figuur toont het verloop van het inwonertal (bron: INSEE-tellingen).

1. ↑  Populations de référence 2022.